# Donald Rapo
Donald Rapo (Tirana, 4 ottobre 1990) è un ex calciatore albanese, di ruolo difensore.

## Carriera

### Club

#### Burreli
Esordisce in prima divisione albanese con la maglia del Burreli il 27 settembre 2014 durante una trasferta contro il Besëlidhja, persa per 1-0. Contro la stessa squadra segna anche il suo primo gol in Kategoria Superiore il 13 dicembre 2014, imponendo il risultato sul 2-1 per la sua squadra.

#### Luftëtari
Nell'estate del 2015 firma per il Luftëtari. Ha fatto il suo debutto in campionato per il club il 12 settembre 2015 in una vittoria per 2-0 in trasferta contro la Dinamo Tirana. Segna il suo primo gol con la maglia del Luftëtari il 22 dicembre 2016 in un pareggio casalingo per 2-2 contro il Kukësi.

## Statistiche

### Presenze e reti nei club
Statistiche aggiornate al 13 ottobre 2021.
| Stagione              | Squadra               | Campionato            | Campionato | Campionato | Coppe nazionali | Coppe nazionali | Coppe nazionali | Coppe continentali | Coppe continentali | Coppe continentali | Altre coppe | Altre coppe | Altre coppe | Totale | Totale |
| Stagione              | Squadra               | Comp                  | Pres       | Reti       | Comp            | Pres            | Reti            | Comp               | Pres               | Reti               | Comp        | Pres        | Reti        | Pres   | Reti   |
| --------------------- | --------------------- | --------------------- | ---------- | ---------- | --------------- | --------------- | --------------- | ------------------ | ------------------ | ------------------ | ----------- | ----------- | ----------- | ------ | ------ |
| 2011-2012             | Olimpik Tirana        | KD                    | 0          | 0          | CA              | 0               | 0               | -                  | -                  | -                  | -           | -           | -           | 0      | 0      |
| 2012-2013             | Olimpik Tirana        | KD                    | 0          | 0          | CA              | 2               | 0               | -                  | -                  | -                  | -           | -           | -           | 2      | 0      |
| 2013-2014             | Olimpik Tirana        | KD                    | 0          | 0          | CA              | 0               | 0               | -                  | -                  | -                  | -           | -           | -           | 0      | 0      |
| Totale Olimpik Tirana | Totale Olimpik Tirana | Totale Olimpik Tirana | 0          | 0          |                 | 2               | 0               |                    | -                  | -                  |             | -           | -           | 2      | 0      |
| 2014-2015             | Burreli               | KP                    | 21         | 4          | CA              | 1               | 0               | -                  | -                  | -                  | -           | -           | -           | 22     | 4      |
| 2015-2016             | Luftëtari             | KP                    | 22         | 0          | CA              | 1               | 0               | -                  | -                  | -                  | -           | -           | -           | 23     | 0      |
| 2016-2017             | Luftëtari             | KS                    | 26         | 1          | CA              | 3               | 0               | -                  | -                  | -                  | -           | -           | -           | 29     | 1      |
| 2017-2018             | Luftëtari             | KS                    | 33         | 3          | CA              | 2               | 0               | -                  | -                  | -                  | -           | -           | -           | 35     | 3      |
| 2018-2019             | Luftëtari             | KS                    | 28         | 5          | CA              | 7               | 1               | UEL                | 2                  | 0                  | -           | -           | -           | 37     | 6      |
| 2019-gen. 2020        | Luftëtari             | KS                    | 16         | 2          | CA              | 1               | 1               | -                  | -                  | -                  | -           | -           | -           | 17     | 3      |
| Totale Luftëtari      | Totale Luftëtari      | Totale Luftëtari      | 125        | 11         |                 | 14              | 2               |                    | 2                  | 0                  |             | -           | -           | 141    | 13     |
| gen.-giu. 2020        | Laçi                  | KS                    | 17         | 3          | CA              | 1               | 0               | UEL                | -                  | -                  | -           | -           | -           | 18     | 3      |
| 2020-gen. 2021        | Laçi                  | KS                    | 7          | 0          | CA              | 1               | 0               | UEL                | 2                  | 0                  | -           | -           | -           | 10     | 0      |
| Totale Laçi           | Totale Laçi           | Totale Laçi           | 24         | 3          |                 | 2               | 0               |                    | 2                  | 0                  |             | -           | -           | 28     | 3      |
| gen.-giu. 2021        | Drenica               | SL                    | 13         | 2          | CK              | 1               | 1               | -                  | -                  | -                  | -           | -           | -           | 14     | 3      |
| 2021-2022             | Kukësi                | KS                    | 0          | 0          | CA              | 2               | 0               | -                  | -                  | -                  | -           | -           | -           | 2      | 0      |
| Totale carriera       | Totale carriera       | Totale carriera       | 183        | 20         |                 | 22              | 3               |                    | 4                  | 0                  |             | -           | -           | 209    | 23     |